# Општина Осечина
Општина Осечина је општина у Колубарском округу на западу Србије. По подацима из 2004. Општина заузима површину од 319 km2 (од чега на пољопривредну површину отпада 21100 ha, а на шумску 9151 ha). Општина захвата више од 300 km2 слива реке Јадар, која кроз општину пролази у дужини преко 20 km. У општини се налази 14 основних и 1 средња школа.
Према подацима са последњег пописа 2022. године у општини је живело 9.951 становник (према попису из 2011. било је 12.536 становника).

## Демографија
Према последњој информацији о становништву за општину Осечина (Колубарска област, Регион Шумадије и Западне Србије) (2016. година), број становника износи 11 512, што је 0,16% од укупне популације Србије. Кад би се популација мењала као за последњи период од 2011-2016 (-1,69% годишње), број становника за општину Осечина у 2022. години би био 10 393
Табела са бројем становништва:
Годишња промена становништва у  %:
[1948-1953] +0,03 %/год.
[1953-1961] -0,72 %/год.
[1961-1971] -0,94 %/год.
[1971-1981] -0,68 %/год.
[1981-1991] -1,00 %/год.
[1991-2002] -0,91 %/год.
[2002-2011] -2,07 %/год.
[2011-2016] -1,69 %/год.

## Административна подела
Седиште општине је насеље Осечина. Општина Осечина се састоји од 20 насеља. Друго насеље по величини је варошица Пецка са око 500 житеља. Остатак становништва живи у 18 села: 
- Гуњаци
- Лопатањ
- Осечина (село)
- Комирић
- Скадар
- Царина
- Драгодол
- Драгијевица
- Белотић
- Плужац
- Бастав
- Остружањ
- Горње Црниљево
- Коњиц
- Сирдија
- Братачић
- Туђин
- Коњуша

## Културно-туристичке манифестације

### Ликовна колонија
Преко 15 година за редом у Осечини се у јуну одржава ликовна колонија и скуп радионица. Уметници имају недељу дана, колико траје колонија, да изведу своја дела. Уз помоћ организатора, уметници реализују и радионице на којима презентују свој концепт и активно учествују у разговорима са осталим учесницима колоније и локалним становништвом. Колонија омогућава реализацију уметничких радова од материјала који су пронађени у природи на датом простору.

### Две обале једна Дрина
Ивањдански сабор играчких ансамбала „Две обале једна Дрина” подразумева фолклорно дружење људи са обе стране Дрине, која кроз своје игре, песме, музику и обичаје наших предака. Одржава се 7. јула у варошици Пецкој. Основни мото овог нашег сабора је очување и неговање српске традиције, као и повезивање  становништва са обе обале Дрине, не само на културном, већ и на привредном и туристичком плану.

### Недеља у Подгорини
Пројекат је намењен окупљању деце из расејања, повезивање младих и заједничка промоција српског идентитета. Одржава се у другој недељи јула. Мотив овог програма је да се кроз седмодневни програм окупе деца из расејања, а све са циљем очувања српског језика, православне вере, народне традиције и да се млади људи упознају са културном баштином подгорског краја.

### Избор за харамбашу Подгорине
Сваке године, 2. августа, на дан Светог Илије, у селу Братачићу, код Осечине обележава се годишњица Боја на Братачићу. Код спомен-обележја Топ на Братачићу, на месту, одакле су 1806. године српски устаници  успешно напали шанац у коме се налазила Турска војска. У оквиру програма обележавања одржава се такмичење у народном вишебоју за избор харамбаше Подгорине, са циљем да се дочара живот предака, лепота некадашњег живота и старих обичаја. Победник такмичења носи титулу харамбаша Подгорине и добија поклон сабљу у трајно власништво.

### Сајам шљива
Сајам шљива у Осечини одржава се сваке године  у последњој недељи августа. Основан је 2006. године и свака нова манифестација је богатија и лепша. Сем промотивних и едукативних садржаја, ова манифестација се сваке године све више претвара у синтезу сајма и фестивала шљиве. Промотивни штандови у новој спортског хали, дегустација производа, предавања, такмичење, изложбе, концерти познатих извођача, велика парада, су садржаји који у овој малој вароши, тих дана,  направе велики догађај посвећен шљиви.
Свечарска атмосфера, радост и гостопримство домаћина, омогућавају хиљадама гостију да осете дух Западне Србије и незаборавну арому овог краја.

### Фестивал нових медија
Фестивал се бави медијима, такмичарског је карактера, а првенствено је намењен младим људима, аматерима, заинтересованим за овакав вид изражавања. Младим учесницима, успешни и признати уметници, људи из медија, излажу како да путем мобилних телефона своју идеју представе преко медија, пласирају на друштвене мреже и јутјуб канал, односно како једну замисао да претворе у конкретан медијски производ који ће скренути пажњу јавности на актуелне друштвене проблеме.

### Прело
Са жељом и циљем да народно стваралаштво и обичаје краја сачува од заборава, а да младе људе упозна са начином живота наших предака, Народна библиотека Осечина сваке године у новембру организује Прело. Програм ове манифестације обухвата отварање тематске изложбе, креативне радионице намењене деци, као и дружење жена уз богат културно уметнички порограм и традиционалну трпезу.

## Споменичко наслеђе
На територији општине као непокретна културна добра евидентирани су следећи споменици културе:
- Црква Вазнесења Господњег у Осечини
- Црква-спомен костурница Успења Пресвете Богородице у Пецкој
- Црква брвнара Вазнесења Господњег у Скадру
- Окућница Тешмана Солдатовића у Баставу

- Стара црква у Осечини
- Спомен-црква и косутрница у Пецкој
- Црква брвнара у Скадру
- Окућница у Баставу

Поред евидентираних и заштићених споменика културе, у насељеним местима општине постоји већи број спомен-обележја који су подигнути у спомен погинулим ратницима из Првог светског рата и бораца НОБ-а и пострадалом становништву у оба рата. Тако, у Осечини постоји Спомен-костурница, споменик борцима подгоричког среза и спомен-чесма погинулим у ратовима 1991—1999 код аутобуске станице, споменик Ратницима и цивилним жртвама код цркве и споменик браћи Недић у центру места.
- Спомен-костурница
- Споменик борцима подгоричког среза
- Спомен-чесма погинулим ратова 1991—1999
- Споменик ратницима и становницима током Првог светског рата
- Споменик браћи Недић

## Галерија
- Осечина - центар
- Осечина - центар
- Осечина - центар
- Осечина - центар
- Осечина - центар
- Осечина - центар